# 卢多维克·马宁
卢多维克·马宁（義大利語：Ludovico Manin，1725年5月14日—1802年10月24日）是威尼斯共和国贵族、政治家，末任威尼斯总督。他于1789年起管理威尼斯，直至1797年拿破仑入侵后为止。

## 生平
卢多维克·马宁是威尼斯贵族卢多维克三世·阿尔维塞的长子。他曾就读于博洛尼亚大学，期间提出过关于自然法的一些主张。担任公职后，马宁很快以富有和诚信闻名。他与1748年与伊莉莎贝塔·格里曼尼结婚，后者给他带来了四万五千达克特的嫁妆。伊莉莎贝塔曾在特雷维索的一间修道院里接受教育。二人没有子女。1757至1769年间，马宁先后担任过维琴察、维罗纳和布雷西亚的统帅。1764年任圣马可检察官。1787年前去觐见教皇庇护六世，并获得了封爵和一系列宗教特权。
马宁与1789年三月被选为威尼斯总督。传统的加冕仪式上需要总督向威尼斯的公民抛洒硬币。马宁共花费458,197里拉，其中仅有四分之一由共和国的资金支付，其余均为他本人自付。1792年，他将威尼斯舰队裁员至仅309人。1797年当拿破仑入侵意大利时，威尼斯与热那亚共和国一道，起初并未加入1795年意大利各国组建的联军，而是企图保持中立。4月15日，让-安多许·朱诺向威尼斯发出要求投降的最后通牒。17日，莱奥本条约签署，规定将威尼斯划入奥地利。马宁拒绝了投降的要求。25日，法军舰队进入利多。威尼斯的炮击击沉了一艘敌船，但仅有4艘桨帆船和7艘Galiot的威尼斯舰队无法成功驱逐敌军。总督于5月12日投降，两天后离开了总督宫。16日，法军进驻圣马可广场，威尼斯共和国宣告终结。
退位后，卢多维克·马宁拒绝了担任临时政府领导人的邀请，而是将自己隔绝于社会之外。由于健康原因，马宁常常需要外出散步，这让他多次遭受前共和国公民们的辱骂。他曾希望进入修道院生活但未能成行。1802年卢多维克·马宁死于水肿，葬礼依其遗愿尽可能从简。他将遗产中的11萬达克特(Ducat)送给了威尼斯的孤儿、疯癫病人以及无法出嫁的穷困女孩。他死后葬于斯卡尔齐教堂。

## 著作
- Lodovico Manin. Memorie del dogado, preface and notes by Attilio Sarfatti, Venice, 1886 （義大利語）